# Đạo hàm bậc hai

Đạo hàm bậc hai của một hàm số bậc hai là hằng số.

Trong giải tích, đạo hàm bậc hai của một hàm số f là đạo hàm của đạo hàm của f. Có thể nói đại khái rằng, đạo hàm bậc hai thể hiện tốc độ biến đổi của một đại lượng thay đổi; ví dụ, đạo hàm bậc hai của vị trí của một vật theo thời gian chính là gia tốc tức thời hay là tốc độ biến đổi của vận tốc theo thời gian. Trong Ghi chú của Leibniz, biểu thức của gia tốc là:
{\displaystyle \mathbf {a} ={\frac {d\mathbf {v} }{dt}}={\frac {d^{2}{\boldsymbol {x}}}{dt^{2}}},}
Trong đó a là gia tốc, v là vận tốc, t là thời gian, x là vị trí. Vế cuối cùng {\displaystyle {\tfrac {d^{2}{\boldsymbol {x}}}{dt^{2}}}} là đạo hàm bậc hai của vị trí (x) theo thời gian.
Trong đồ thị của hàm số, đạo hàm bậc hai tương ứng với độ cong và độ lồi lõm của đồ thị. Đồ thị có đạo hàm bậc hai dương thì lồi hướng lên trên, còn nếu đạo hàm bậc hai âm thì đồ thị cong theo hướng ngược lại.

## Quy tắc luỹ thừa của đạo hàm bậc hai
Quy tắc luỹ thừa của đạo hàm bậc một; nếu số mũ là 2, sẽ cho ra đạo hàm bậc hai như sau:
{\displaystyle {\frac {d^{2}}{dx^{2}}}[x^{n}]={\frac {d}{dx}}{\frac {d}{dx}}[x^{n}]={\frac {d}{dx}}[nx^{n-1}]=n{\frac {d}{dx}}[x^{n-1}]=n(n-1)x^{n-2}.}

### Xuất bản
- Anton, Howard; Bivens, Irl; Davis, Stephen (ngày 2 tháng 2 năm 2005), Calculus: Early Transcendentals Single and Multivariable (ấn bản thứ 8), New York: Wiley, ISBN 978-0-471-47244-5
- Apostol, Tom M. (tháng 6 năm 1967), Calculus, Vol. 1: One-Variable Calculus with an Introduction to Linear Algebra, quyển 1 (ấn bản thứ 2), Wiley, ISBN 978-0-471-00005-1
- Apostol, Tom M. (tháng 6 năm 1969), Calculus, Vol. 2: Multi-Variable Calculus and Linear Algebra with Applications, quyển 1 (ấn bản thứ 2), Wiley, ISBN 978-0-471-00007-5
- Eves, Howard (ngày 2 tháng 1 năm 1990), An Introduction to the History of Mathematics (ấn bản thứ 6), Brooks Cole, ISBN 978-0-03-029558-4
- Larson, Ron; Hostetler, Robert P.; Edwards, Bruce H. (ngày 28 tháng 2 năm 2006), Calculus: Early Transcendental Functions (ấn bản thứ 4), Houghton Mifflin Company, ISBN 978-0-618-60624-5
- Spivak, Michael (tháng 9 năm 1994), Calculus (ấn bản thứ 3), Publish or Perish, ISBN 978-0-914098-89-8
- Stewart, James (ngày 24 tháng 12 năm 2002), Calculus (ấn bản thứ 5), Brooks Cole, ISBN 978-0-534-39339-7
- Thompson, Silvanus P. (ngày 8 tháng 9 năm 1998), Calculus Made Easy , New York: St. Martin's Press, ISBN 978-0-312-18548-0

### Sách điện tử
- Crowell, Benjamin (2003), Calculus
- Garrett, Paul (2004), Notes on First-Year Calculus
- Hussain, Faraz (2006), Understanding Calculus
- Keisler, H. Jerome (2000), Elementary Calculus: An Approach Using Infinitesimals
- Mauch, Sean (2004), Unabridged Version of Sean's Applied Math Book, Bản gốc lưu trữ ngày 15 tháng 4 năm 2006
- Sloughter, Dan (2000), Difference Equations to Differential Equations
- Strang, Gilbert (1991), Calculus
- Stroyan, Keith D. (1997), A Brief Introduction to Infinitesimal Calculus, Bản gốc lưu trữ ngày 11 tháng 9 năm 2005
- Wikibooks, Calculus